# Schwarzwaldstube
Die Schwarzwaldstube ist ein Restaurant im Hotel Traube Tonbach in Baiersbronn. Es wird seit 1992 mit der Höchstbewertung von drei Michelinsternen ausgezeichnet, öfter als jedes andere deutsche Restaurant. Das Gastronomieportal Restaurant-Ranglisten ordnete das Restaurant viele Jahre auf den ersten Platz in Deutschland ein.

## Geschichte

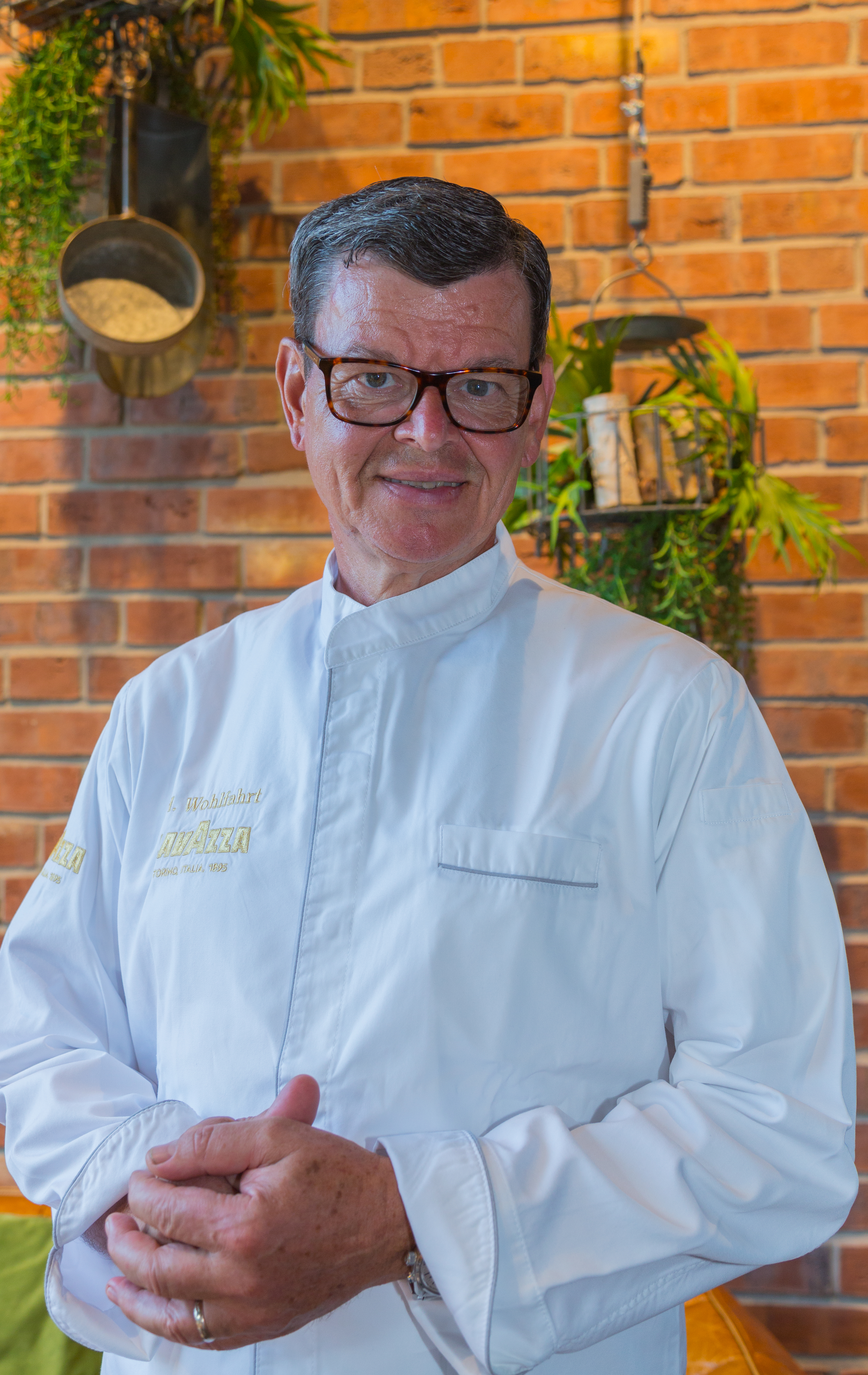
Harald Wohlfahrt (2019)

1977 wurde die Schwarzwaldstube mit Küchenchef Wolfgang Staudenmaier und Restaurantleiter Heiner Finkbeiner eröffnet; Eckart Witzigmann, Paul Bocuse, die Gebrüder Haeberlin und Jean Troisgros kamen zur Eröffnung. Die Schwarzwaldstube wurde bald mit zwei Michelinsternen ausgezeichnet.
1980 wurde Harald Wohlfahrt Küchenchef. Das Restaurant wurde 1992 im Guide Michelin 1993 erstmals mit drei Michelinsternen ausgezeichnet.
2017 übernahm Torsten Michel die Position des Küchenchefs von Harald Wohlfahrt und verteidigte die Auszeichnung des Guide Michelin mit drei Sternen.
Im Januar 2020 brannte das Stammhaus der Schwarzwaldstube ab; das Gebäude musste daraufhin abgerissen werden. Ende Mai 2021 wurde das Restaurant im Interims-Bau Temporaire eröffnet. Die Schwarzwaldstube wurde im neu erbauten Stammhaus am 8. April 2022 wiedereröffnet und 2022 erneut mit drei Michelinsternen ausgezeichnet.

## Küchenchefs
- 1979: Wolfgang Staudenmaier: zwei Michelinsterne
- 1980: Harald Wohlfahrt: drei Michelinsterne 1993–2016
- 2017: Torsten Michel: drei Michelinsterne ab 2017